# Ostsibirische Staatliche Technologische Universität
Die Ostsibirische Staatliche Technologische Universität (russisch Восточно-Сибирский государственный университет технологий и управления, englisch East Siberia State University of Technology and Management, kurz ESSTUM) ist eine staatliche Universität in der Stadt Ulan-Ude der russischen Teilrepublik Burjatien im südöstlichen Sibirien.
Die Universität hat ihren Ursprung an dem 1962 gegründeten Forschungsinstitut ESIT. 1994 erhielt sie den staatlichen Universitätsstatus.
Die ESSTUM bietet den Masterkurs „Waste Management“ an den technischen Universitäten der Baikal-Region an.

## Institute und Fakultäten
- Fakultät für Service, Technologie und Design
- Institut für Lebensmitteltechnik und Biotechnologie
- Fakultät für Bauwesen
- Fakultät für Maschinenbau
- Institut für Wirtschaft und Recht
- Fakultät für Elektrotechnik
- Institut für nachhaltige Entwicklung